# Daugerutis
Daugerutis – jeden z pierwszych litewskich książąt (kunigasów) wzmiankowanych w kronikach.
Uznawany za jednego z najpotężniejszych litewskich książąt z okresu przed rządami Mendoga. Wzmiankowany w Kronice Henryka Łotysza. Wielokrotnie najeżdżał regiony Łatgalii i Estonii. Jego zięciem był Visvaldis (Wsiewołod), książę Jersiki (część Łatgalii), z którym zawarł sojusz. W 1213 roku zawarł wymierzony przeciw Zakonowi Kawalerów Mieczowych sojusz z księciem Nowogrodu Mścisławem II Udałym. W czasie drogi powrotnej na Litwę został schwytany przez rycerzy zakonu i osadzony w zamku w Kiesi, a jego ziemie zostały rozgrabione. Tam książę popełnił samobójstwo.